# Kanton Oisans-Romanche
Der Kanton Oisans-Romanche ist seit 2015 ein französischer Kanton im Arrondissement Grenoble im Département Isère der Region Auvergne-Rhône-Alpes. Hauptort ist Vizille. 

## Gemeinden
Der Kanton besteht aus 30 Gemeinden mit insgesamt 32.654 Einwohnern (Stand: 2022) auf einer Gesamtfläche von 697,88 km²:
| Gemeinde                        | Einwohner 1. Januar 2022 | Fläche km² | Dichte Einw./km² | Code INSEE | Postleitzahl |
| ------------------------------- | ------------------------ | ---------- | ---------------- | ---------- | ------------ |
| Allemond                        | 955                      | 44,75      | 21               | 38005      | 38114        |
| Auris                           | 187                      | 11,21      | 17               | 38020      | 38142        |
| Besse                           | 153                      | 25,46      | 6                | 38040      | 38142        |
| Chamrousse                      | 438                      | 13,29      | 33               | 38567      | 38410        |
| Clavans-en-Haut-Oisans          | 81                       | 15,58      | 5                | 38112      | 38142        |
| Huez                            | 1.264                    | 14,16      | 89               | 38191      | 38750        |
| La Garde                        | 97                       | 9,09       | 11               | 38177      | 38520        |
| La Morte                        | 139                      | 19,45      | 7                | 38264      | 38350        |
| Le Bourg-d’Oisans               | 2.840                    | 35,75      | 79               | 38052      | 38520        |
| Le Freney-d’Oisans              | 255                      | 14,54      | 18               | 38173      | 38142        |
| Les Deux Alpes                  | 1.920                    | 56,72      | 34               | 38253      | 38860        |
| Livet-et-Gavet                  | 1.258                    | 46,54      | 27               | 38212      | 38220        |
| Mizoën                          | 192                      | 14,60      | 13               | 38237      | 38142        |
| Montchaboud                     | 347                      | 1,96       | 177              | 38252      | 38220        |
| Notre-Dame-de-Mésage            | 1.117                    | 4,53       | 247              | 38279      | 38220        |
| Ornon                           | 151                      | 11,60      | 13               | 38285      | 38520        |
| Oulles                          | 16                       | 11,01      | 1                | 38286      | 38520        |
| Oz                              | 214                      | 16,81      | 13               | 38289      | 38114        |
| Saint-Barthélemy-de-Séchilienne | 424                      | 12,10      | 35               | 38364      | 38220        |
| Saint-Christophe-en-Oisans      | 98                       | 123,47     | 1                | 38375      | 38520        |
| Saint-Martin-d’Uriage           | 5.512                    | 29,69      | 186              | 38422      | 38410        |
| Saint-Pierre-de-Mésage          | 788                      | 7,03       | 112              | 38445      | 38220        |
| Séchilienne                     | 1.004                    | 21,47      | 47               | 38478      | 38220        |
| Vaujany                         | 352                      | 64,54      | 5                | 38527      | 38114        |
| Vaulnaveys-le-Bas               | 1.379                    | 11,90      | 116              | 38528      | 38410        |
| Vaulnaveys-le-Haut              | 4.018                    | 19,86      | 202              | 38529      | 38410        |
| Villard-Notre-Dame              | 26                       | 14,06      | 2                | 38549      | 38520        |
| Villard-Reculas                 | 70                       | 4,99       | 14               | 38550      | 38114        |
| Villard-Reymond                 | 43                       | 11,21      | 4                | 38551      | 38520        |
| Vizille                         | 7.316                    | 10,51      | 696              | 38562      | 38220        |
| Kanton Oisans-Romanche          | 32.654                   | 697,88     | 47               | 3819       | –            |

## Veränderungen im Gemeindebestand seit der landesweiten Neuordnung der Kantone
2017: Fusion Mont-de-Lans und Vénosc → Les Deux Alpes